# Odynerus flavofasciatellus
Odynerus flavofasciatellus är en stekelart som beskrevs av Giordani Soika. Odynerus flavofasciatellus ingår i släktet lergetingar, och familjen Eumenidae. Inga underarter finns listade i Catalogue of Life.